# Nivelles-Baulers
Nivelles-Baulers fue un autódromo de 3.720 metros de extensión ubicado en Nivelles, Bélgica, construido en 1971. Fue sede del Gran Premio de Bélgica de Fórmula 1 en las temporadas 1972 y 1974.
A diferencia del Circuito de Spa-Francorchamps, las amplias zonas de escape diseñadas en 1971 permitían evitar accidentes (por la mayor visibilidad) y disminuía las consecuencias. Eso también causaba que los espectadores debieran situarse lejos de la pista, lo que combinado con el diseño plano del circuito generó rechazo por parte de pilotos y espectadores. El autódromo continuó usándose para carreras de motociclismo de velocidad hasta el año 1981.

## Ganadores

### Fórmula 1
| Año  | Piloto             | Constructor  | Fecha      | Resultados |
| ---- | ------------------ | ------------ | ---------- | ---------- |
| 1972 | Emerson Fittipaldi | Lotus-Ford   | 4 de junio | Resultados |
| 1974 | Emerson Fittipaldi | McLaren-Ford | 12 de mayo | Resultados |